# Curtil-Saint-Seine
Curtil-Saint-Seine é uma comuna francesa na região administrativa da Borgonha-Franco-Condado, no departamento de Côte-d'Or. Estende-se por uma área de 12,86 km². Em 2010 a comuna tinha 117 habitantes (densidade: 9,1 hab./km²).